# 藤原信経
藤原 信経（ふじわら の さねつね/のぶつね、安和2年（969年） - 没年不詳）は、平安時代中期の貴族。藤原北家良門流、陸奥守・藤原為長の子。官位は従五位下・越後守。

## 経歴
一条朝前期の長徳元年（995年）六位蔵人に補せられる。蔵人の傍ら、右兵衛尉・兵部丞・式部丞も兼ねた。またこの頃、作物所別当も務め、信経の作成した絵図面を清少納言から酷評されている（『枕草子』）。長徳4年（998年）巡爵により従五位下に叙せられ、河内権守に任ぜられた。
一条朝末の寛弘6年（1009年）ごろ越後守に任ぜられる。寛弘7年（1010年）ごろに藤原為時の三女と結婚すると、寛弘8年（1011年）越後守を辞任して舅である藤原為時と交替する。内蔵権頭を経て、長和3年（1014年）今度は藤原為時の辞任に伴い、信経が越後守に再任されている。

## 官歴
- 長徳元年（995年） 正月11日：六位蔵人、見右兵衛尉[3]
- 長徳2年（996年） 正月25日：兵部丞[3]。5月3日：兼作物所別当[3]
- 長徳3年（997年） 正月28日：式部丞[3]
- 長徳4年（998年） 正月7日：従五位下[3]。正月25日：河内権守[3]
- 寛弘6年（1009年） 10月15日：見越後守[4]
- 寛弘8年（1011年） 12月18日：見前越後守[5]
- 長和2年（1013年） 4月15日：内蔵権頭[5]
- 長和3年（1014年） 6月17日：越後守[5]

## 系譜
『尊卑分脈』による。
- 父：藤原為長
- 母：不詳
- 妻：藤原為時の三女[2]
- 生母不詳の子女
  - 男子：藤原行宗
  - 男子：藤原則経